# Romanian Open 2014
Il Romanian Open 2014, conosciuto anche con il nome di BRD Năstase Țiriac Trophy 2014 per ragioni di sponsorizzazione, è stato un torneo di tennis giocato sulla terra rossa. È stata la 22ª edizione del torneo, facente parte della categoria ATP World Tour 250 series nell'ambito dell'ATP World Tour 2014. Si è giocato all'Arenele BNR di Bucarest in Romania, dal 21 al 27 aprile 2014.

## Partecipanti

### Teste di serie
| Nazionalità | Giocatore       | Ranking* | Testa di serie |
| ----------- | --------------- | -------- | -------------- |
| Bulgaria    | Grigor Dimitrov | 14       | 1              |
| Russia      | Michail Južnyj  | 15       | 2              |
| Francia     | Gaël Monfils    | 24       | 3              |
| Francia     | Gilles Simon    | 28       | 4              |
| Canada      | Vasek Pospisil  | 29       | 5              |
| Italia      | Andreas Seppi   | 35       | 6              |
| Francia     | Nicolas Mahut   | 40       | 7              |
| Finlandia   | Jarkko Nieminen | 46       | 8              |

* Ranking al 14 aprile 2014.

### Altri partecipanti
I seguenti giocatori hanno ricevuto una wildcard per il tabellone principale:
- Patrick Ciorcilă
- Marius Copil
- Grigor Dimitrov

I seguenti giocatori sono passati dalle qualificazioni:

- Nikoloz Basilašvili
- Ričardas Berankis
- Paul-Henri Mathieu
- Adrian Ungur

## Punti e montepremi
Il montepremi complessivo è di 467.800€.
| Torneo    | Torneo              | V      | F      | SF     | QF     | 2T    | 1T    | Q  | Q2  | Q1  |
| Singolare | Punti               | 250    | 150    | 90     | 45     | 20    | 0     | 12 | 6   | 0   |
| Singolare | Premi in denaro (€) | 77.315 | 40.720 | 22.060 | 12.565 | 7.405 | 4.385 | –  | 675 | 325 |
| Doppio    | Punti               | 250    | 150    | 90     | 45     | 0     | –     | –  | –   | –   |
| Doppio    | Premi in denaro (€) | 23.500 | 12.350 | 6.690  | 3.830  | 2.240 | –     | –  | –   | –   |

## Campioni

### Singolare
Grigor Dimitrov ha sconfitto in finale  Lukáš Rosol per 7–6(2), 6-1.
- È il terzo titolo in carriera per Dimitrov, il secondo del 2014.

### Doppio
Jean-Julien Rojer /  Horia Tecău hanno sconfitto in finale  Mariusz Fyrstenberg /  Marcin Matkowski per 6-4, 6-4.